# Hermandad de Antiguos Caballeros Legionarios

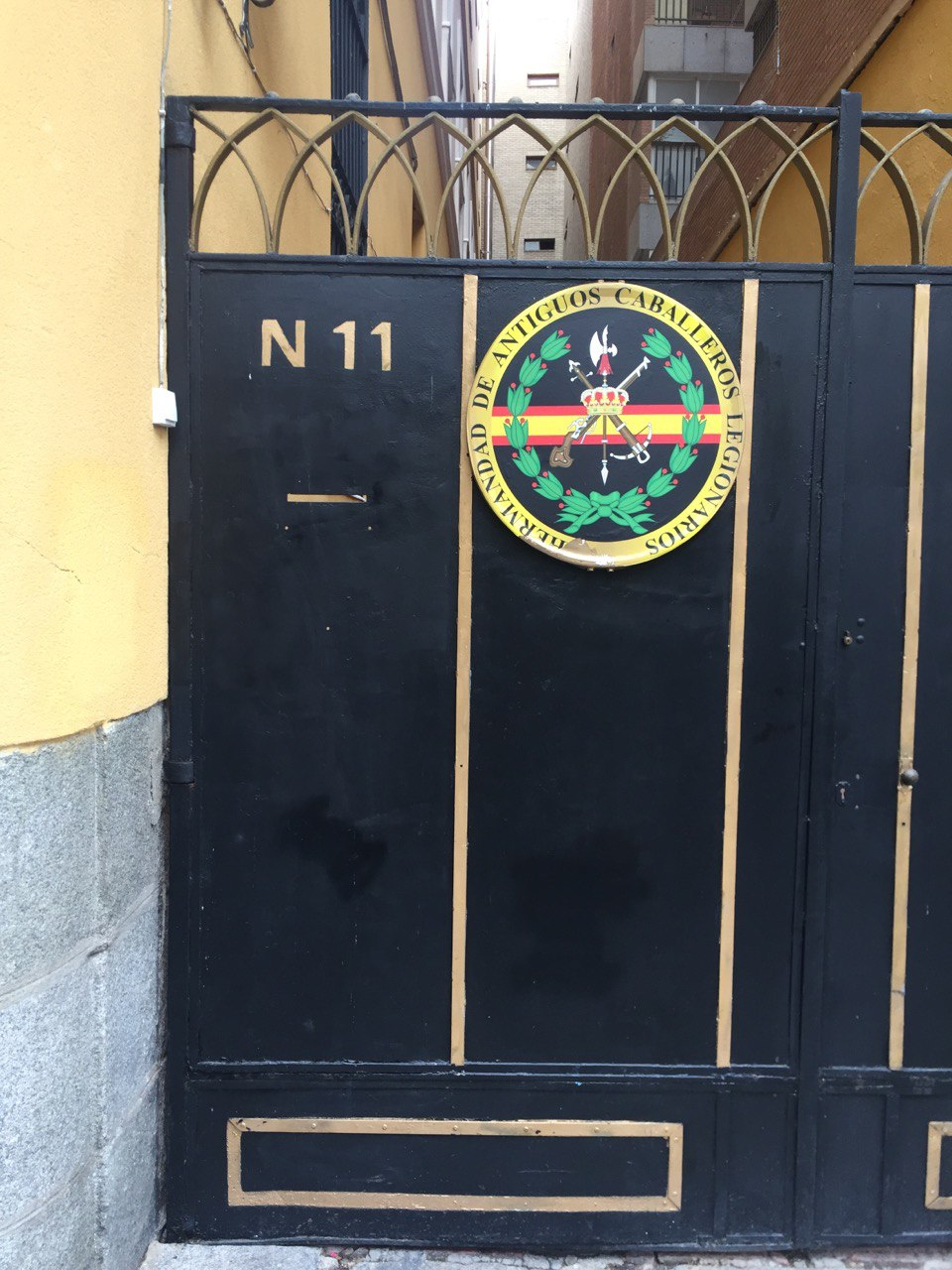
Entrada de la sede de la Hermandad Nacional de Antiguos Caballeros Legionarios

La Hermandad de Antiguos Caballeros Legionarios es una asociación española, cuyo objetivo es mantener vivo el vínculo entre los Caballeros Legionarios que han prestado servicio en el “Tercio” y además, representar, difundir, honrar y preservar la historia de la Legión Española.
Fundada el 3 de julio de 1966 por D. Juan Fando Funes (Presidente de la Comisión Organizadora) en compañía de tres amantes más de la Legión, D. Pantaleón Julián Herrera (Capitán de Complemento), D. Víctor Manuel Álvarez (Caballero Mutilado) y D. Florentino Martínez. 
En la actualidad, la sede central se encuentra en el número 11 de la calle de San Nicolás de Madrid.

## Historia
Los orígenes se remontan al invierno del año de 1953 cuando reunidos varios antiguos legionarios, surgió la idea de su fundación. Se redactaron los estatutos y con el visto bueno del entonces General Jefe de las Fuerzas Militares de Marruecos, D. Rafael García-Valiño fueron presentados al Ministerio del Ejército y de la Gobernación, siendo aprobados.
Tras una época de decaimiento, faltos de apoyo moral y económico, en  1966, el Teniente Caballero Legionario D. Juan Fando Funes (Presidente de la Comisión Organizadora) en compañía de tres amantes más de la Legión, D. Pantaleón Julián Herrera (Capitán de Complemento), D. Víctor Manuel Álvarez (Caballero Mutilado) y D. Florentino Martínez, presentan el acta fundacional  para crear una asociación de ex legionarios con fines educativos y benéfico-asistencial con el nombre de  “Hermandad Española de Ex-Legionarios”,
Posteriormente se redactan los primeros estatutos de la asociación, que fue reconocida por Dirección General de Política Interior y el Negociado de Asistencia Social del Ministerio de la Gobernación, el 7 de marzo de 1967.
La Comisión Organizadora, con los estatutos ya en su poder, adoptó las siguientes acciones:
•	En primer lugar, solicitar a D. Pablo Arredondo y Diez de Oñate su presidencia que fue aceptada con mucho gusto (teniente en La Legión en la guerra civil, Divisionario herido en Rusia y regresa como mutilado, falleciendo en 1969).
•	Y a continuación visitar al General Medrano, a la sazón Subsecretario del Ministerio del Ejército al que le solicitaron una sede en el cuartel del Conde-Duque, que les fue concedido y tras las obras de acondicionamiento y puesta a punto se instalaron, comenzando las actividades de la hermandad.
En la década de los 60 comienzan a aparecer las primeras hermandades con carácter provincial y local, la primera de ellas la de Mieres (1960) que se considera la decana y le siguen, que se tenga constancia, las de Zaragoza, Cáceres, Plasencia, Salamanca, Valencia y Burgos.
En enero de 1969, se reúnen en Burgos representantes de hermandades ya constituidas con la idea de nombrar entre ellas la que se convertiría en Hermandad Nacional desconociendo que ya dos años antes existía la creada en Madrid.
Teniendo conocimiento por la prensa la ya constituida “Hermandad Española de Ex -Legionarios” de este intento de crear una Nacional, su responsable, D. Pablo Arredondo, se dirige por carta a su homónimo en Burgos (General D. Rafael López Dóriga) informándole de su existencia y que en consecuencia no se podía efectuar tal nombramiento.
Tras salvar lógicas reticencias creadas por esa anómala situación, reinó la cordura y se llegó al entendimiento reconociendo como Hermandad Nacional a la ya existente “Hermandad Española de Ex-Legionarios”.
Tras el fallecimiento de D. Pablo Arredondo en 1969, el 23 de noviembre de 1971, se celebró en la sala de juntas del Hotel Ecuestre, la primera Junta Nacional y se acuerda, entre otros asuntos, los siguientes nombramientos:
•	Presidente de la Junta Nacional a D. Enrique Herrera Marín Herrera.
•	Vicepresidente D. Julio de la Torre Galán
•	Tesorero D. Rafael Conca Machés
Asimismo, se decide convocar a la Asamblea General el 23 de diciembre para el estudio y aprobación de la modificación de los Estatutos.
En estos estatutos la Hermandad pasa a denominarse HERMANDAD DE ANTIGUOS CABALLEROS LEGIONARIOS. La sede se ubica en Leganés, en la calle García Cuadrado n.º 1 (sede de la Subinspección de la Legión).
Se admiten en la Hermandad los “socios activos” que son los que han servido en la Legión y “socios protectores” que son aquellos que no han servido en La Legión y Honoríficos. 
Además, se establece que la Hermandad estará integrada por Hermandades Provinciales y que los vocales designados para componer la Junta Nacional deberán residir en Madrid.
La Junta Nacional será también la de la provincia de Madrid, para evitar gastos innecesarios y evitar roces de dos delegaciones juntas en una misma localidad. 
El 9 de febrero de 1972 la Dirección General de Política Interior y Asistencia Social aprueba los nuevos Estatutos Nacionales de la Hermandad siendo inscritos en el Registro Nacional con el número 5328.
El 9 de marzo de 1972 el presidente de la Hermandad dirige una carta al Teniente General D. Gonzalo Fernández de Córdoba, Jefe del Estado Mayor Central e Inspector de la Legión comunicándole entre otros asuntos de que en ese momento existen 12 Hermandades provinciales e informando que ha escrito al Subinspector de la Legión, solicitándole que si alguna hermandad se dirige directamente a la Subinspección tenga la bondad de remitirla a la Junta Nacional para poder aunar criterios y coordinar a las Provinciales.
El 5 de diciembre de 1972 el presidente de la Hermandad, General Ramírez de Cartagena, solicita al Teniente General Gonzalo Fernández de Córdoba el cambio de nombre de la Hermandad por el de “HERMANDAD DE LA LEGION”. Denominación que despachado con el ministro, no parece conveniente el nombre elegido porque pudiera parecer que la Hermandad engloba al personal que componen las Unidades de la Legión.
A partir de este momento se suceden unos años de gran auge del asociacionismo llegando a alcanzar en 1974 un total de 46 hermandades provinciales y locales situadas por la mayoría de las provincias españolas incluida una en el Aaiún. La meta era que en cada provincia existiese una hermandad a la que pudiese acogerse el legionario una vez finalizado su compromiso con la Legión.
Desde entonces y a partir de D. Enrique Herrera Marín se suceden reconocidas autoridades civiles y militares al frente de la hermandad, lo cuál da una idea de la importancia y auge de la Hermandad, así como del respaldo proporcionado por las más altas instancias del Ejército como del Gobierno de la época. Como muestra de ello en septiembre de 1973 la HN fue recibida en audiencia por el que fuera Jefe de la I Bandera, Jefe de La Legión y Jefe del Estado Francisco Franco.
Fruto de esta audiencia fue que, en el año de 1975, la sede de la Hermandad de Antiguos Caballeros Legionarios se trasladara a su ubicación actual en el acuartelamiento de San Nicolás (Calle San Nicolás 11. Madrid) donde en la actualidad contamos con locales adecuados para acoger a toda la familia legionaria.
En Asamblea General Extraordinaria celebrada el 16 de febrero de 1980 se acuerda la modificación de las Estatutos de la Hermandad, estos son aprobados por el Ministerio del Interior, Dirección general de Política Interior, Servicio de Asociaciones el 10 de junio de 1980. Las principales modificaciones afectaron a la sustitución de grupos por la de Secciones de Socios Activos y Simpatizantes. 
Se suprime la Delegación Provincial de Madrid, que de facto no existía ya que la Junta Directiva Nacional era estatutariamente la responsable de la gestión de los asuntos provinciales de Madrid. Se fijan las cuotas con carácter obligatorio (hasta el momento habían sido voluntarias). Se modifica la composición de las Asambleas Nacional y Provinciales y se establece una periodicidad anual para sus reuniones ordinarias. Se aprueba el primer reglamento nacional.
En 1988 comienza a editarse un Boletín de la Hermandad que posteriormente sería reemplazado por una revista. Con el tiempo se dejó de editar la revista volviendo a la publicar un boletín mensual que permanece en la actualidad.
En 1990 se crea la Orden al Mérito de la Hermandad Legionaria, cuyo reglamento se aprueba por la Asamblea General Nacional en 1992. Este reglamento establece diferentes categorías de condecoraciones para particulares e instituciones, siguiendo vigente en la actualidad.
En 1992 se organizan dentro de la Hermandad un club deportivo de tiro y montañismo, este club tuvo gran auge y participó muy activamente en competiciones de tiro hasta el año 2007 que fue bajando la actividad hasta quedar inactivo.
En 1995 se amplía la sede de la Hermandad con una gran sala que pasó a denominarse “Salón de los Tercios”. Este salón posibilitaba el desarrollo de actividades diversas, fundamentalmente para la celebración de eventos como conferencias, exposiciones y reuniones, así como prestar servicios a los socios para actos sociales.
En 1996 se crea el himno de la Hermandad con música compuesta por el comandante Berna García y la letra por el coronel López de Anglada.
En 1998 acuerda la Asamblea General Extraordinaria modificar los estatutos de la Hermandad. Los nuevos estatutos son aprobados por el Ministerio del Interior, Secretaria General técnica el 21 de septiembre de 1999. Los cambios más significativos fueron, añadir que es una Asociación sin ánimo de lucro y que la Asamblea General elige al Presidente cada dos años, pero no a la Junta Directiva que será elegida por el presidente.
En 2002 se publica la Ley Orgánica 1/2002, de 22 de marzo, reguladora del Derecho de Asociación, que introduce cambios importantes para las asociaciones a los que hay que ajustar los estatutos de la Hermandad. Para ello se reúne el 24 de mayo de 2003 la Asamblea General Extraordinaria introduciendo modificaciones en los estatutos que son aprobadas por unanimidad. Las modificaciones más relevantes son el cambio de denominación de la asociación, que pasa a llamarse “HERMANDAD NACIONAL DE ANTIGUOS CABALLEROS LEGIONARIOS”. 
Este estatuto figura inscrito en el Registro Nacional de Asociaciones, por resolución de la Secretaría General Técnica del Ministerio del Interior de 22 de abril de 2004.
Los estatutos siguen vigentes desde la fecha indicada, integrando en la actualidad 37 delegaciones provinciales y locales, de las que 35 están repartidas por toda la geografía nacional, una en Portugal y otra en Italia. El número total de socios supera los 3.000 y se realizan actividades y eventos para el cumplimiento de los fines.
La fecha de 9 de febrero de 1972 en la que se inscribieron los primeros Estatutos Nacionales ha sido adoptada como la fecha oficial de la creación de esta Hermandad Nacional de Antiguos Caballeros Legionarios y como tal se celebran todos los años su aniversario fundacional.

## Servicio de Asistencia al Compañero (SAC)
En marzo de 2020 se crea el Servicio de Asistencia al Compañero (S.A.C). Con la creación de este servicio se institucionaliza la labor de asistencia que se venía desarrollando y se potencia la idea inicial “benéfico-asistencial” de los fundadores, haciendo realidad uno de los principales fines que se señalan en los estatutos “que entre los asociados exista una auténtica hermandad de ayuda mutua dimanante del espíritu de amistad y compañerismo del Credo Legionario”.
Este servicio se crea con objeto el proporcionar compañía y ayuda, en definitiva, asistencia a los antiguos legionarios en necesidad y, por extensión a cualquier miembro vinculado a la Hermandad. Prolongar en la vida civil el espíritu del Credo Legionario.

## Presidentes
- Sr. D. Enrique Herrera Marín (diciembre de 1971 a octubre de 1972)
- Excmo. Sr. D. Ángel Ramírez de Cartagena y Marcaida (octubre de 1972 a junio de 1974)
- Excmo. Sr. D. Valentín Bulnes Alonso – Villalobos (junio de 1974 a marzo de 1976)
- Excmo. Sr. D. Carlos Iniesta Cano (marzo de 1976 a noviembre de 1977)
- Sr. D. Enrique Herrera Marín (noviembre de 1977 a octubre de 1979)
- Sr. D. Ignacio Arroyo Martín de Eugenio (octubre de 1979 a febrero de 1980)
- Excmo. Sr. D. Julio Coloma Gallegos (febrero de 1980 a septiembre de 1981)
- Sr. D. Ignacio Arroyo Martín de Eugenio (septiembre de 1981 a noviembre de 1986)
- Excmo. Sr. D. Manuel Villoria Font (noviembre de 1986 a mayo de 2002)
- Sr. D. Ramón Moya Ruiz (junio de 2002 a diciembre de 2018)
- Sr. D. José Antonio Ruiz Mialdea (enero de 2019 a enero de 2020)
- Sr. D. Juan Ignacio. Salafranca Álvarez (desde enero de 2020 a la actualidad)